# Viškovci (Osijek-Baranja)
Pour les articles homonymes, voir Viškovci.
Viškovci est un village et une municipalité de Croatie située dans le comitat d'Osijek-Baranja. Au recensement de 2001, la municipalité comptait 2 060 habitants, dont 97,67 % de Croates et le village seul comptait 1 206 habitants.

## Localités
La municipalité de Viškovci compte 3 localités :
- Forkuševci
- Viškovci
- Vučevci